# Balâtre
Balâtre település Franciaországban, Somme megyében. Lakosainak száma 75 fő (2022. január 1.). Balâtre Biarre, Solente, Champien és Marché-Allouarde községekkel határos.

## Népesség
A település népességének változása:
| Lakosok száma | 85   | 81   | 78   | 72   | 70   | 70   | 69   | 72   | 75   |
|               | 2013 | 2015 | 2016 | 2017 | 2018 | 2019 | 2020 | 2021 | 2022 |